# Vittorio Paolo Fiorito
Vittorio Paolo Fiorito (Roma, 26 aprile 1941 – Roma, 27 maggio 2015) è stato un arbitro di pallacanestro italiano.

## Carriera
Ha diretto in Serie A maschile per 22 anni dal 1969 al 1991, per un totale di 583 gare. È stato designato in 11 finali scudetto.
Ha arbitrato ai Giochi della XXIII Olimpiade di Los Angeles, al Campionato mondiale maschile di pallacanestro 1986, oltre a tre edizioni dei Campionati Europei (1987, 1989, 1991) ed una degli Europei femminili (1974).
Dal 2009 è membro dell'Italia Basket Hall of Fame.